# Ла-Ріба-де-Ескалоте
Ла-Ріба-де-Ескалоте (ісп. La Riba de Escalote) — муніципалітет в Іспанії, у складі автономної спільноти Кастилія-і-Леон, у провінції Сорія. Населення — 19 осіб (2010).
Муніципалітет розташований на відстані близько 130 км на північний схід від Мадрида, 55 км на південний захід від Сорії.

## Демографія
Динаміка населення (INE ):

## Галерея зображень

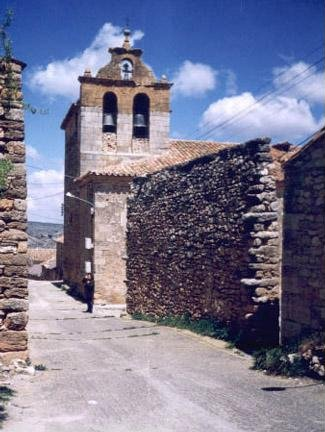
Церква Ла-Ріба-де-Ескалоте
Розташування муніципалітету Ла-Ріба-де-Ескалоте